# Elisabeth Kovács
Elisabeth Kovács (* 14. Oktober 1930 in Wien; † 14. Januar 2013 ebenda) war eine österreichische Historikerin.

## Leben
Sie studierte Geschichte an der Philosophischen Fakultät der Universität Wien und lehrte an Gymnasien in der Bundeshauptstadt. Nach ihrer Promotion 1952 und  ihrer Habilitation 1976 wurde sie Assistentin bei Franz Loidl am Institut für Kirchengeschichte an der Katholisch-Theologischen Fakultät der Universität Wien. Ihr Spezialgebiet war der Josephinismus. Seit den 1980er Jahren war sie außerordentliche Professorin für Neuere Österreichische Geschichte an der Philosophischen Fakultät der Universität Wien. Kovacs war auch Mitglied der Historikerkommission im Seligsprechungsverfahren für Kaiser Karl I. von Österreich.

## Schriften (Auswahl)
- Geheime Notizen des Joseph Columbus 1843 - 1848. Wien 1971, ISBN 3-85351-050-7.
- mit Gottfried Roth: Anselm Ricker und seine Pastoralpsychiatrie 1824–1902/03. Von den Anfängen pastoralmedizinischer Lehrtätigkeit an der Katholisch-theologischen Fakultät der Universität Wien. Wien 1973, OCLC 462861331.
- Ultramontanismus und Staatskirchentum im theresianisch-josephinischen Staat. Der Kampf der Kardinäle Migazzi und Franckenberg gegen den Wiener Professor der Kirchengeschichte Ferdinand Stöger. Wien 1975, ISBN 3-85351-078-7.
- Der Pabst in Teutschland. Die Reise Pius VI. im Jahre 1782. München 1983, ISBN 3-486-51921-2.
- Untergang oder Rettung der Donaumonarchie? Band 1, Die österreichische Frage. Kaiser und König Karl I. (IV.) und die Neuordnung Mitteleuropas (= Veröffentlichungen der Kommission für Neuere Geschichte Österreichs, Band 100/1), Wien 2004, ISBN 3-20577-237-7; Band 2, Politische Dokumente zu Kaiser und König Karl I. (IV.) aus internationalen Archiven (= Veröffentlichungen der Kommission für Neuere Geschichte Österreichs, Band 100/2), Wien 2004, ISBN 3-20577-238-5.